# Mother
Mother er en amerikansk stumfilm fra 1910.

## Medvirkende
- Anna Rosemond
- Frank H. Crane
- Carey L. Hastings